# Маркус Вайсенбергер
Маркус Вайсенбергер (нім. Markus Weissenberger, нар. 8 березня 1975, Лаутерах) — австрійський футболіст, що грав на позиції півзахисника, зокрема за німецькі «Армінію» (Білефельд), «Мюнхен 1860» та «Айнтрахт», а також за національну збірну Австрії.

## Клубна кар'єра
Народився 8 березня 1975 року в місті Лаутерах. Вихованець футбольної школи клубу «Шпітталь». Дорослу футбольну кар'єру розпочав 1993 року в основній команді того ж клубу, в якій провів два сезони, взявши участь у 59 матчах чемпіонату. 
Протягом 1995—1999 років захищав кольори клубу ЛАСК (Лінц), де відразу ж став ключовою фігурою у півзахисті команди.
1999 року перебрався до Німеччини, приєднавшись до «Армінії» (Білефельд). У новій команді також отримав стабільне місце в «основі», утім не зумів допомгти їй за результатами сезону 1999/2000 зберегти місце в елітній Бундеслізі. Тож наступний сезон відіграв за «Армінію» у другому німецькому дивізіоні, де вона також виступила украй невдало.
2001 року повернувся до найвищого німецького дивізіону, уклавши контракт з клубом «Мюнхен 1860», у складі якого провів наступні три роки своєї кар'єри, також здебільшого виходячи на поле в основному складі.
З 2004 року протягом чотирьох сезонів захищав кольори «Айнтрахта» (Франкфурт-на-Майні), де вже був здебільшого гравцем ротації.
Протягом 2008—2010 років знову захищав кольори клубу ЛАСК (Лінц) на батьківщині.
Завершив ігрову кар'єру у нижчлоліговому «Уніоні» (Прегартен), за який виступав протягом 2010 року.

## Виступи за збірну
1999 року дебютував в офіційних матчах у складі національної збірної Австрії. Розглядався як один із кандидатів на включення до заявки австрійців на домашній для них Євро-2008, утім був змушений пропустити турнір через травму коліна.
Загалом протягом кар'єри в національній команді, яка тривала 10 років, провів у її формі 29 матчів, забивши один гол.